# Philippine Kaskele
Philippine Kaskele, född 1742, död 1811, var en tysk bankir. Hon var hovbankir vid hovet i Dresden 1788–1808. Hon övertog privilegiet som hoffaktoren efter sin make Jacob Kaskele och behöll posten tills hennes son var gammal nog att överta den. Kaskele var en så kallad "hovjude", det vill säga skattmästare, vid hovet.